# ブラジル保存鉄道協会

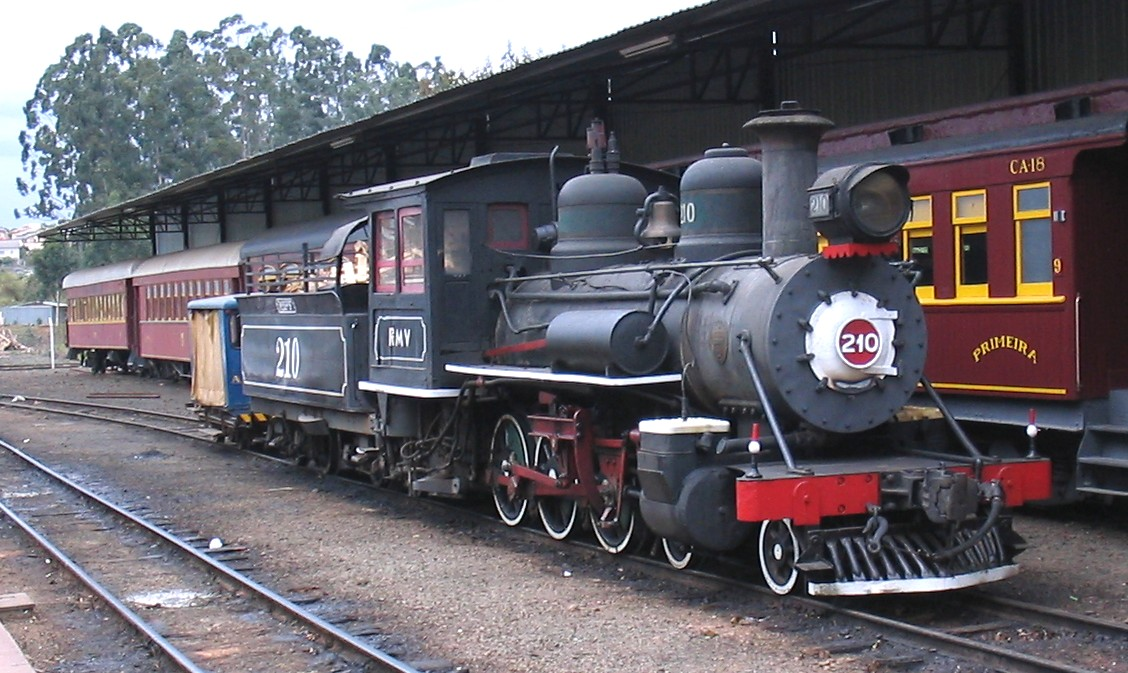
カンピーナス＝ジャグアリウナ鉄道のアニューマス駅にて、210号機関車

ブラジル保存鉄道協会 (ABPF) は、ブラジルの保存鉄道の普及のための組織である。本部はカンピーナスに置かれている。保存鉄道団体を実現しようとする構想は1966年からあたためられてきたが、ブラジルの蒸気機関車の保存と鉄道の歴史に対する知識の普及に関心をもった、フランス人であるパトリック・アンリ・フェルディナン・ドランジェがブラジルを訪れた1977年に、この協会の設立総会が実現することとなった。1980年代前半には、ミナスジェライス州の歴史的な街であるサン・ジョアン・デル・ヘイとチラデンテスとの間に残されていた、軌間762mmのオエステ・デ・ミナス鉄道の保存に中心的な役割をはたした。以後はブラジル各地で多くの蒸気機関車を動態保存し、主に週末に運行している。蒸気機関車は、こんにちのブラジルではマリア・フマッサとの愛称で呼ばれることが多い。フマッサ (ポルトガル語 : fumaça) とは煙という意味である。

## 主な支部と活動
- カンピーナス支部[2]
  - 西ミナス研究センター
  - カンピーナス＝ジャグアリウナ鉄道
- サンタ・カタリーナ支部
  - トレン・ダス・テルマス
- 南ミナス支部
  - トレン・ダス・アグアス[3] (水の列車。起点のサン・ロウレンソは、炭酸水の産地として知られる。)
  - トレン・ダ・セーハ・マンチケーラ[4] (ミナスジェライス州パッサ・クアトロ)
- サンパウロ支部
  - 移民博物館の保存鉄道
  - インクライン博物館
- パラナ支部
  - パラナグア＝クリチバ鉄道[5]

## 参考
1. ↑  pt:Associação Brasileira de Preservação Ferroviária （ポルトガル語）
2. ↑  ABPFカンピーナス支部 （ポルトガル語）
3. ↑  トレン・ダス・アグアス （ポルトガル語）
4. ↑  公式ブログ （ポルトガル語）
5. ↑  パラナグア＝クリチバ鉄道 （ポルトガル語）